# 芳野監
芳野監（日语：／ Yoshino gen */?）是8世紀時在日本吉野地方所設的特別地方行政區及機構。該區包含在畿內之中，領域為今奈良縣南部。

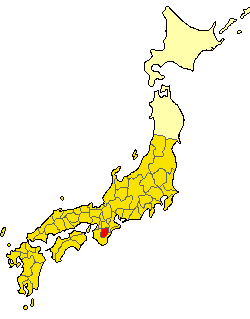
芳野監的位置（716年時）

## 沿革
該區為將大和國吉野郡分出而設，至於是何時所設則不確定，據推測大約是在設置和泉監的靈龜2年（716年）左右。據推測因為這個地方是由位於此地的吉野宮所負責管理的關係，所以此地並不是置國，而是設置名為監的機構。天平10年（738年）之後此一行政區劃遭到裁撤。